# Brian Paddick, Nam tước Paddick
Brian Leonard Paddick, Nam tước Paddick (sinh ngày 24 tháng 4 năm 1958), là một chính khách người Anh và một sĩ quan cảnh sát đã nghỉ hưu, hiện đang ngồi trong Viện Quý tộc như một quý tộc suốt đời. Ông là ứng cử viên của đảng Dân chủ Tự do cho cuộc bầu cử thị trưởng London năm 2008 và 2012. Ông, cho đến khi nghỉ hưu vào tháng 5 năm 2007, Phó Trợ lý Ủy viên Sở Cảnh sát Thủ đô London và sĩ quan cảnh sát đồng tính công khai nhất của Vương quốc Anh.
Paddick gia nhập Sở Cảnh sát Thủ đô năm 1976. Tăng lên hàng ngũ, ông được bổ nhiệm làm sĩ quan phụ trách Cục điều tra hình sự (CID) tại Notting Hill năm 1995, sau đó trở về New Scotland Yard, đầu tiên là Giám đốc Sở nhân sự năm 1996 và sau đó là Giám đốc điều hành vào năm 1997. Vào tháng 12 năm 2000, ông được bổ nhiệm làm Tư lệnh Cảnh sát cho London Borough of Lambeth, nơi ông làm việc cho đến năm 2002.
Trong khả năng thứ hai, Paddick đã thu hút tranh cãi bằng cách hướng dẫn các sĩ quan cảnh sát của mình không bắt giữ hoặc buộc tội những người tìm thấy cần sa để họ có thể tập trung vào các tội ác ảnh hưởng đến chất lượng cuộc sống ở quận.
Vào cuối năm 2002, Dịch vụ truy tố Vương miện đã quyết định rằng sẽ không có cáo buộc nào liên quan đến anh ta liên quan đến việc sở hữu cần sa; vào tháng 12 năm 2003, Paddick và Mail on Sunday đã giải quyết các thủ tục pháp lý do ông đưa ra, với tờ báo chấp nhận rằng một câu chuyện mà nó đã xuất bản là sai (đã cho rằng ông đã sử dụng cần sa), xin lỗi và bồi thường thiệt hại.
Vào tháng 4 năm 2005, Paddick tiếp quản sự quản lý của Chính sách lãnh thổ trên tất cả 32 quận của Luân Đôn. Trong cuộc điều tra của Ủy ban Khiếu nại Cảnh sát Độc lập (IPCC) về vụ bắn nhầm Jean Charles de Menezes tại trạm Stockwell Tube vào ngày 22 tháng 7 năm 2005, Paddick tuyên bố rằng một thành viên của Ủy ban Văn phòng Cảnh sát Thủ đô Sir Ian Blair đã tin rằng người đàn ông sai lầm đã bị nhắm đến chỉ sáu giờ sau vụ nổ súng. Cáo buộc này đã bị mâu thuẫn bởi New Scotland Yard. Vào ngày 28 tháng 3 năm 2006, Paddick đã chấp nhận một tuyên bố từ Cảnh sát Thủ đô rằng nó "không có ý ám chỉ" một sĩ quan cao cấp đã đánh lạc hướng thăm dò vào vụ nổ súng và "mọi sự hiểu lầm đều được hối tiếc".
Tuy nhiên, sau sự bất đồng, Paddick được bổ nhiệm vào vị trí giám đốc nhóm quản lý thông tin tại New Scotland Yard, nơi ông coi là "phi công việc". Ông đã chấp nhận rằng sự nghiệp cảnh sát của mình đã kết thúc, và đã nghỉ hưu khỏi lực lượng cảnh sát vào ngày 31 tháng 5 năm 2007. Vào ngày 13 tháng 11 năm 2007, Paddick đã được chọn làm ứng cử viên Dân chủ Tự do cho Thị trưởng Luân Đôn trong cuộc bầu cử thị trưởng. vào ngày 1 tháng 5 năm 2008, ông đứng thứ ba sau Boris Johnson và Ken Livingstone, với 9,8% phiếu bầu ưu tiên đầu tiên.
Nó đã được thông báo rằng ông sẽ được nâng lên thành Huân tước vào tháng 8 năm 2013. Ông đã được tạo ra một huân tước suốt đời vào ngày 12 tháng 9 năm 2013 với danh hiệu Nam tước Paddick, của Brixton trong London Borough of Lambeth.